# Рајан Вајт
Рајан Вајт (енгл. Ryan White; Кокомо, 6. децембар 1971 — Индијанаполис, 8. април 1990) је био амерички симбол борбе против сиде и предрасуда које су пратиле оболеле. Као хемофиличар, инфициран је зараженом крвљу. Након што му је сида дијагностикована 1984, ученици и наставници средње школе у његовом родном Кокому у Индијани су се побунили и тражили да буде избачен из школе, упркос речима доктора да Вајт није опасан по околину. Његова дугогодишња правна борба са школским системом била је широко медијски покривена, а у медијима се појављивао заједно са славним личностима попут Елтона Џона и Мајкла Џексона.
Уместо 6 месеци, колико су прогнозирали доктори који су му дијагностиковали сиду, Рајан Вајт је живео још 5 година. Убрзо након његове смрти, августа 1990. амерички конрес је донео закон којим се обезбеђују средства за лечење сиромашних грађана оболелих од сиде (Рајан Вајт закон о бризи).